# Max Kowarzik
Max Arthur Viktor Kowarzik (* 5. Mai 1875 in Berlin; † 9. Mai 1918 in Froyennes) war ein deutscher Maler.

## Leben
Max Kowarzik wurde als Sohn des Berliner Apothekers und Mineralwasser-Fabrikbesitzers Viktor Kowarzik (1832–1913) und dessen Ehefrau Emma (geb. Deichler, 1847–1922) geboren. Die Fabrik seines Vaters befand sich am Grünen Weg 107 (heute Singerstr.) in der Berliner Stralauer Vorstadt, das Geschäftslokal im Haus Alexanderstr. 26 in Berlin-Mitte. Er war der Onkel des bekannten Schauspielers Viktor de Kowa, des Sohns seines älteren Bruders Karl Viktor Eugen Kowarzik (1873–1923).
Kowarzik war Schüler der Dresdner Akademie, erst in der Klasse von Carl Bantzer, dann fünf Jahre im Meisteratelier von Gotthardt Kuehl. Seine Ausbildung an der Akademie prägte ihn stilistisch in Richtung des Impressionismus, nicht zuletzt durch den Einfluss seiner beiden Lehrer. Kowarzik debütierte 1907 auf der Großen Berliner Kunstausstellung mit dem Bild Holländische Frauen am Brunnen. Nach seinem Studium war er tätig in Dresden. 1912 unternahm er einen längeren Studienaufenthalt in Holland (Katwijk), während dessen er eine Vielzahl von Bildern erstellte. Er beschickte Ausstellungen in Berlin, Dresden, Hannover, Leipzig, Mannheim und München mit feintonigen Landschaften, Stillleben, Porträts und Genrebildern. Kowarzik war Mitglied der Dresdner Kunstgenossenschaft. Sein Atelier befand sich im Haus Grunaerstr. 8 an sehr zentraler Lage neben der Ringstraße der Dresdner Altstadt.
Kowarzik war im Ersten Weltkrieg als Leutnant der Reserve im 12. Königlich Sächsischen Infanterie-Regiment Nr. 177. Am 26. Oktober 1914 wurde er in den heftigen Kämpfen bei Moorsleede durch einen Beinschuss verwundet. Nach Genesung im Dresdner Carolahaus und Kriegstrauung mit Esther Engels in Großschönau i. S. kehrte er an die Front zurück und wurde in der Vierten Flandernschlacht am 29. April 1918 bei Bailleul erneut verwundet. Er starb am 9. Mai 1918 im bayrischen Kriegslazarett 20 in Froyennes.

## Werke (Auswahl)
- 1904: Alte Frau beim Spinnen, Ölbild[13]
- 1906: Bauernhausinnenraum mit Mann und zwei Frauen, Ölbild[14]
- 1907: Holländische Frauen am Brunnen
- 1908: Wendisches Mädchen, im Besitz des Stadtmuseums Bautzen
- 1910: Bildnis Martin Ephraim, Öl auf Leinwand, 97 × 79 cm, im Besitz der Städtischen Kunstsammlungen Görlitz, erworben 1937[15]
- 1910: Damenbildnis, Gemälde[16]
- 1912: Bildnis eines Malers, Öl auf Leinwand, im Besitz des Von der Heydt-Museums, Wuppertal
- 1912: Portrait der Frau des Malers, Ölbild[17]
- 1912: Bildnis, Herr M., Ölgemälde, entstanden während des Studienaufenthalts in Katwijk[18][19]
- 1912: Bildnis des Malers Feudel, entstanden während des Studienaufenthalts in Katwijk[20]
- 1912: Zimmerhof, entstanden während des Studienaufenthalts in Katwijk[21]
- 1912: Badeknecht mit seiner Familie, entstanden während des Studienaufenthalts in Katwijk[22]
- 1912: Gracht aus Rynsburg, entstanden während des Studienaufenthalts in Katwijk[23]
- 1912: Stiller Tag, entstanden während des Studienaufenthalts in Katwijk[24][25]
- 1912: Südweststurm, entstanden während des Studienaufenthalts in Katwijk[26]
- 1912: Fuhrwerken in den hohen Dünen, entstanden während des Studienaufenthalts in Katwijk[27]
- 1912: Ranunkelstilleben[28]
- 1912: Studienkopf[29]
- 1914: Stilleben mit Obstschale, Ölbild, Privatbesitz
- 1917: Stilleben mit weißen Tulpen, Ölbild[30]
- Motiv aus Alt Görlitz, im Besitz des Kaiser-Friedrich-Museums, Görlitz
- Porträt Graf Christoph Johann Friedrich Vitzthum von Eckstädt[31]
- vor 1908: Wohnhalle[32]
- vor 1908: Einsame Dorfstraße[33]
- vor 1908: Wendischer Kuhstall[34]
- vor 1908: Altenstübchen[35]
- vor 1909: Lesendes Mädchen[36]
- vor 1911: Binnenhafen in Kattwyk[37]
- vor 1912: Sonntagsmorgen, Gemälde[38]
- vor 1912: Bildnis des Leutnants G., Gemälde[39][40]
- vor 1912: Bildnis des Hauptmanns R.[41]
- vor 1913: Nachmittag am Boulevard[42]
- vor 1913: In Feudels Atelier[43]
- vor 1914: Bildnis meines Bruders, Gemälde[44]
- vor 1914: Bildnis Dr. L, Gemälde[45]
- vor 1914: Bildnis, Alfred Stier, Gemälde[46]
- vor 1914: Mittag in den Dünen, Gemälde[47]
- vor 1914: Wendin, angekauft für das Stadtmuseum Bautzen[48]
- vor 1915: Porträt des Malers Katwijk, Gemälde[49]
- undatiert, Sächsische Dorfstraße
- undatiert, Bildnis von Viktor Kowarzik

## Ausstellungsbeteiligungen (Auswahl)
- 1907: Ausstellung von Studienarbeiten der königlichen Akademie, Ausstellungsgebäude, Brühlsche Terrasse, Dresden[50]
- 1907: Große Berliner Kunstausstellung
- 1909: Sächsischer Kunstverein, Dresden[51]
- 1909: Große Berliner Kunstausstellung
- 1909: Württembergischer Kunstverein, Stuttgart[52]
- 1910: Sonderausstellung im Leipziger Kunstverein[53]
- 1910: Ausstellung zu Ehren des 60. Geburtstages von Gotthardt Kuehl in Richters Kunstsalon, Dresden[54]
- 1911: Große Berliner Kunstausstellung
- 1911: Große Kunstausstellung, Dresden
- 1911: Leipziger Jahresausstellung (Lia)
- 1911: Glaspavillon, München
- 1911: Sommerausstellung der Dresdner Kunstgenossenschaft im Künstlerhaus Grunaer Str. 48[55]
- 1912: Große Kunstausstellung, Räume der Kunstgenossenschaft, Dresden[56]
- 1912: Große Kunstausstellung, Hannover
- 1912: Kollektivausstellung, Sächsischer Kunstverein, Dresden[57]
- 1912: Novemberausstellung Galerie Arnold, Dresden[58]
- 1912: Weihnachtsmesse im Künstlerhaus, Dresden[59]
- 1913: Große Berliner Kunstausstellung
- 1913: Frühjahr-Ausstellung der Münchener Secession, München, 13. März–Ende Mai[60]
- 1913: Ausstellung des Deutschen Künstlerbundes, Mannheim, 4. Mai–30. September[60][61]
- 1913: Ausstellung im Sächsischen Kunstverein, Dresden[62]
- 1913: Albert-Theater-Ausstellung, Ausstellung von "Stiller Tag"[63]
- 1913: Sammelausstellung "Dresdner Kunstgenossenschaft", König-Albert-Museum, Kunsthütte Chemnitz[64]
- 1914: Große Berliner Kunstausstellung
- 1914: Dresden, Dresdner Künstlergruppe 1913. Ausstellung von Gemälden, Graphik, Zeichnungen und plastischen Werken, Galerie Ernst Arnold[65]
- 1915: Ausstellung von Werken Dresdner Künstler im Leipziger Kunstverein, u. a. Gotthardt Kuehl, Robert Sterl, Carl Bantzer, Eugen Bracht, Georg Gelbke, Erich Buchwald-Zinnwald, Anton Cilio-Jensen, Max Kowarzik, Georg Hänel, Ernst Richard Dietze, Hans Nadler, Ferdinand Dorsch, Otto Gussmann, Josef Hegenbarth, Ernst Müller-Gräfe, Richard Dreher, Robert Friedrich Karl Scholtz[66]
- 1915: Künstlerlotterie zum Besten sächsischer bildender Künstler im Sächsischen Kunstverein Dresden (Teilnahme mit freiwillig gespendetem Werk)[67]
- 1915: Ausstellung Dresdner Künstlergruppe 1913, Hamburger Kunstverein, Oktober 1915, vertreten mit 6 Gemälden[68]
- 1915: Galerie Ernst Arnold; Erste Ausstellung Dresdner Maler, die im Kriegsdienst stehen, Mai
- 1915: Galerie Ernst Arnold, Dresden[69]
- 1917: Gedenkausstellung für Gotthardt Kuehl, Sächsischer Kunstverein[70]
- 1919: Gedächtnisausstellung für Hans Olde, Max Kowarzik, Otto Schulze und Fritz Winkler, Sonderausstellung des Dresdner Künstlerbundes im Sächsischen Kunstverein[71]